# Knežlaz
Knežlaz je malo naselje u Boki kotorskoj, u općini Kotor. 

## Zemljopisni položaj
Selo Knežlaz nalazi se u bokokotorskom planinskom zaleđu, u mikroregiji Krivošije. 

## Povijest
Knežlaz je, kao i obližnje selo Unijerine, odigrao značajnu ulogu tijekom takozvanog Krivošijskog ustanka (1869.), podignutog zbog općeg novačenja pučanstva u austrougarske vojne postrojbe.

## Stanovništvo

### Nacionalni sastav po popisu 2003.
- Srbi -  15
- Crnogorci - 11

## Uprava
Knežlaz administracijski pripada mjesnoj zajednici Donje Krivošije
. Predsjednik mjesne zajednice je gospodin Vukašin Kokotović.